# نانوفوتونیک
نانوفوتونیک یا نانو اپتیک شاخه‌ای از فیزیک نور، مهندسی برق، و فناوری نانو می‌باشد که به بررسی رفتار نور و برهم‌کنش‌های بین نور و ماده در مقیاس نانو، یعنی در اندازه‌هایی که کوچکتر از طول موج نور و فراتر از حد پراش نور است (به انگلیسی: Beyond the diffraction limit) می‌پردازد.
کاربردهای نانوفوتونیک را می‌توان به هفت دسته کلیدی شامل نمایشگرها، دیودهای نورافشان، سلول‌های خورشیدی، حسگرها و جفتگرهای نوری، لیزرهای دیودی، لیتوگرافی با لیزر، و فیبرهای ویژه تقسیم‌بندی کرد.

## تاریخچه
ابزارهای اپتیک عادی ، مانند لنزها و میکروسکوپ ها ، به دلیل محدودیت پراش (معیار رایلی-Rayleigh criterion) ، معمولاً نمی توانند نور را به مقیاس های نانومتر (ریز طول موج های عمیق) متمرکز کنند. با این وجود ، می توان نور را در مقیاس نانومتری با استفاده از تکنیک های دیگر مانند،برای مثال : پلاسمان های سطحی،پلاسمون های سطح موضعی اطراف اشیا فلزی در ابعاد نانو و دیافراگم های مقیاس نانو با نوک های تیز که در میکروسکوپ نوری برای اسکن میدان نزدیک استفاده می شوند.

## معرفی اجمالی و تعریف
برای آشنایی با مفهوم علم فوتونیک، نیاز داریم تا مقدمه ای کوتاه از فوتونیک داشته باشیم :

### فوتونیک
فتوشناسی شاخه‌ای از فیزیک و مهندسی است که به گسیل، عبور، تقویت و ثبت نور به‌ وسیلهٔ ابزار نوری می‌پردازد. گستره آن شامل ایجاد، انتشار، انتقال، پیمانه‌بندی (مدولاسیون)، سو دهی (سوئیچینگ)، تقویت و آشکارسازی نور می‌شود.
با اختراع لیزر، و پس از آن، با ساخت فیبر نوری شاخهٔ اپتیک در علم فیزیک آنقدر گسترده و کاربردهای آن آنقدر زیاد شد، که زمینه‌ای جدید موسوم به فوتونیک در علوم مهندسی متولد گردید.
این علم جدید در سه گرایش الکترونیک، مخابرات، و فیزیک کار خود را شروع نمود.

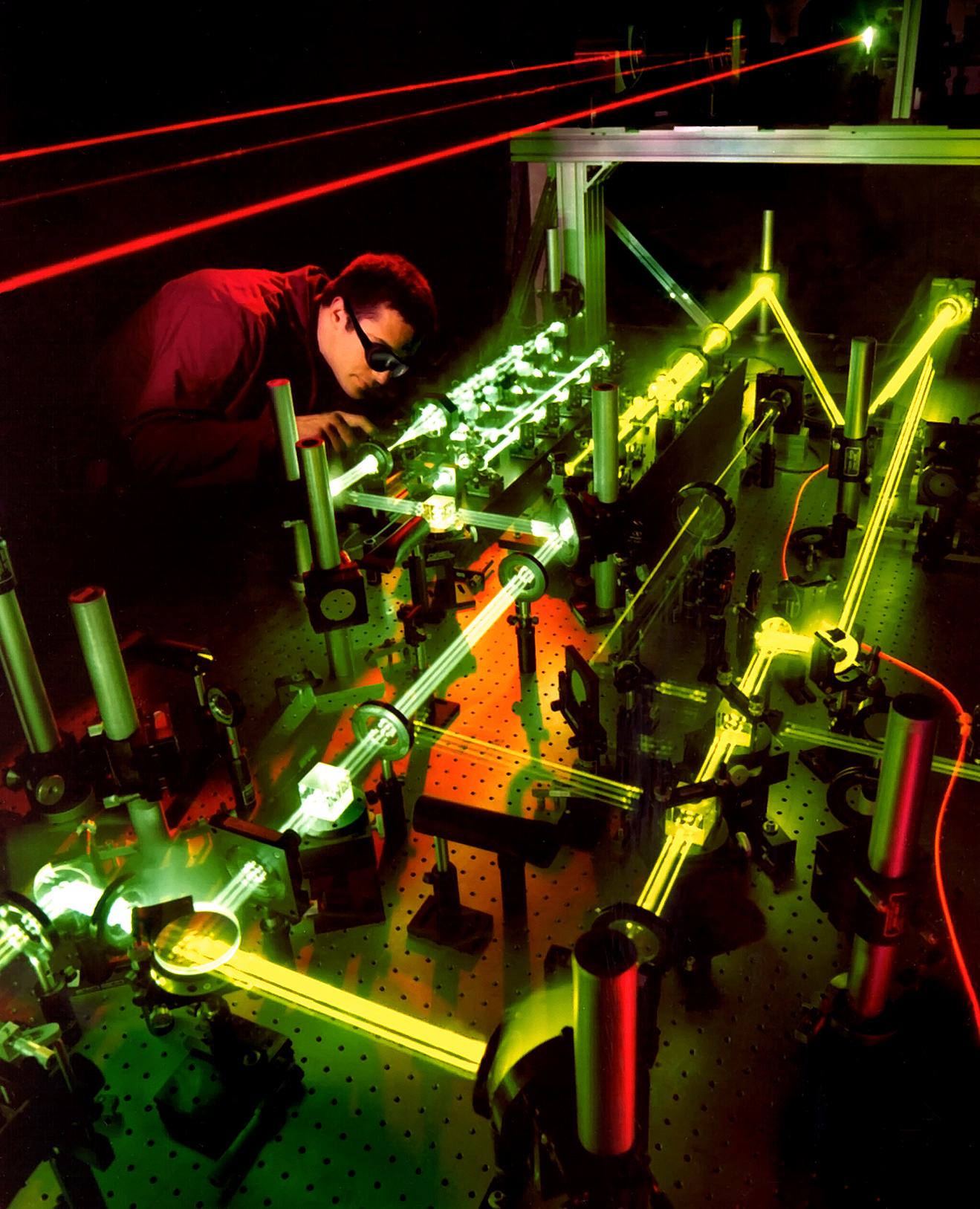
یک تکنسین در حال آزمایش لیزر، لیزرها نقش مهمی در فوتونیک دارند.

### نانوفوتونیک
اصولاً به علوم و فناوری‌های مربوط و به كار گیرنده نور و فوتون (ذره بنیادی نور) كه به برهم‌كنش‌های بین نور و ماه می‌پردازند فوتونیك گفته می‌شود كه لیزر، اپتیك،‌تصویری‌سازی نوری و الكترونیك نوری از حوزه‌های اصلی آن هستند .
فوتونیک به بررسی‌های برهم‌کنش‌های بین نور و ماده در مقیاس نانو گفته می‌شود. در این شاخه به کاربردهای بلور های فوتونیکی پرداخته می‌شود. مفهوم نانوفوتونیک تلفیقی از دو حوزه تشکیل دهنده آن یعنی علم فوتونیک و فناوری نانو می‌باشد. فناوری نانو طبق تعریف (به گفته بروس ويزمن، استاد دانشگاه رايس كه اولين مركز تحقيقاتي دانشگاه فناوري‌نانو در آمريكا را در سال 1993 تأسيس كرد) عبارت است از دستکاری ماده در سطح مولکولی و اتمی به‌منظور ایجاد ساختارهای مهندسی شده برای کاربردهای معین می‌باشد.
کاربردهای نانوفوتونیک را می‌توان به هفت دسته کلیدی شامل نمایشگرها، دیودهای نورافشان، سلول‌های خورشیدی، حسگرها و جفتگرهای نوری، لیزرهای دیودی، لیتوگرافی با لیزر، و فیبرهای ویژه تقسیم‌بندی کرد.

## تأثيرات فناروي نانو بر فناوري فوتونيك
بنابر گزارش منتشر شده در ژانويه 2005 به وسيله Business Communications (Norwalk)، بازار جهاني تجهيزات نانوفوتونيك از 421 ميليون دلار در سال 2004 به 3/9 ميليارد دلار در سال 2009 رسيد كه كاربردهايي كليدي، بين ديودهاي نورافشان و نور ميدان- نزديك متغير بوده.
کاربرد های كوتاه مدت نانوفوتونيك به چهار دسته اصلي نمايشگرها، ديودها، نورافشان، سلول‌هاي خورشيدي (دريافت كننده‌هاي انرژي خورشيدي) و حسگرهاي زيست شيميايي تقسيم خواهد شد و بازار نهايي آن از مسائل مربوط به امنيت و پزشكي تا هوش كنترل شده و فناوري اطلاعات و ارتباطات گسترده خواهد بود.
در حوزه فناوري‌هاي تواناساز سه فناوري كه رشد بيشتري نسبت به ديگر فناوري‌هاي نانوفوتونيك داشته‌اند نقاط كوانتومي، نانولوله‌هاي كربني و بلور‌هاي فوتونيكي بوده‌اند.

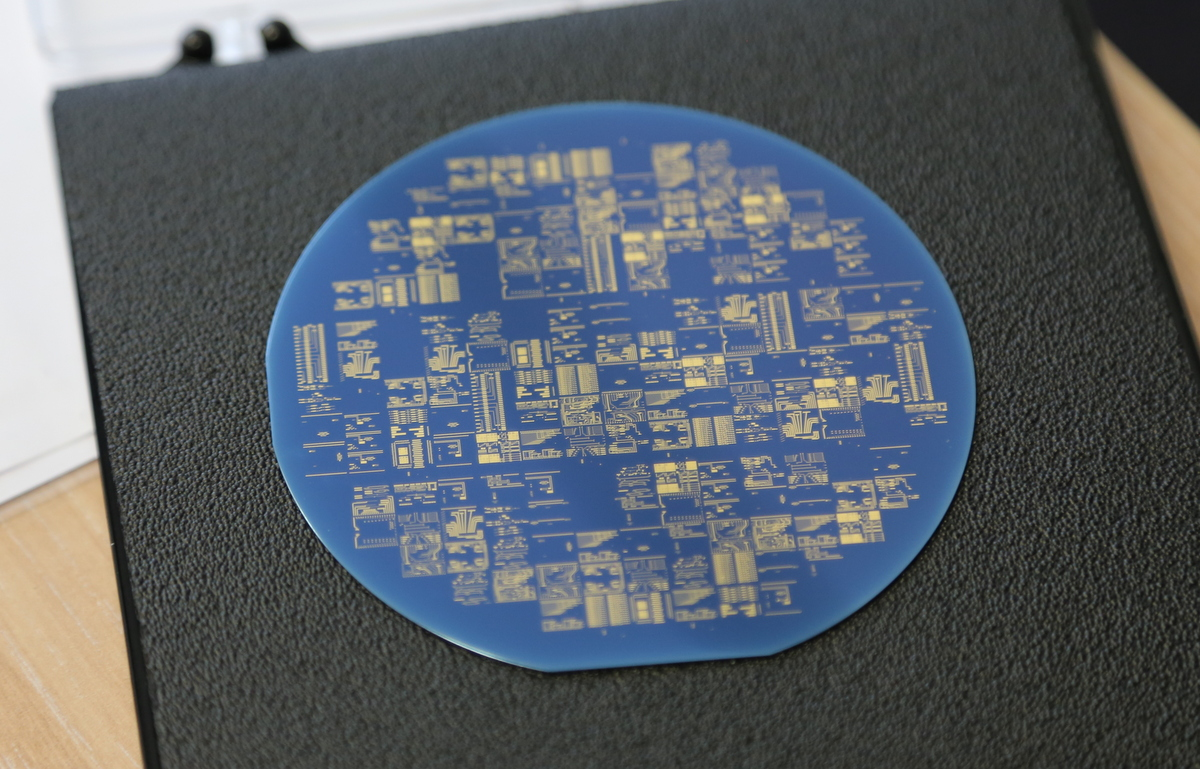
مدار فشرده فوتونیک

نقاط كوانتومي در حجم وسيعي براي كاربردهايي چون زيست پزشكي توليد مي‌شوند. همين طور نانولوله‌هاي كربني كاربردهاي جديدي در خودرو، پزشكي، نمايشگرها و محاسبات مي‌يابند. بلور‌هاي فوتونيكي نيز به جهان نانو هجوم آورده‌اند. به طور مثال در IBM محققان از بلور‌هاي فوتونيك براي ساخت مدارهاي نانوفوتونيك استفاده مي‌كنند ‌(كه هم‌اكنون 200 تا 300 نانومتر هستند) كه هدف نهايي آنها به وجود آوردن ‌نانوفوتونيك با قابليت تطبيق‌پذيري با نيمه‌رساناهاي اكسيد فلزي يا همان CMOS ها براي دستيابي به توليد انبوه مدار مجتمع‌هاي فوتونيكي و به طور تدريجي مدارهاي نانوئي 100 نانومتري و كوچكتر است.

## کاربردهای نانوفوتونیک و فناوری های مرتبط
| کاربرد نانوفتونیک       | زمینه علمی و فناوری های مرتبط                                                                                      |
| ----------------------- | --- |
| نمايشگرها               | نانولوله‌هاي كربني، نانوذرات                                                                                        |
| ديودهاي نورافشان        | نانوذرات، بلور‌هاي فوتونيكي                                                                                         |
| سلول‌هاي خورشيدي         | نانوسيم، فولرين‌هاي كربني، فناوري مواد آلي، نانوذرات                                                                |
| حسگرها                  | نانوذرات، نانوسيم، بلور‌هاي فوتونيكي، نانوسيالات، SPR (تشديدپلاسمون سطح ما فيبرهاي ميكروساختار، فوتونيك‌هاي سيليكوني |
| جفتگرهاي نوري           | نانوذرات، فوتونيك‌هاي سيليكوني                                                                                      |
| ليتوگرافي با ابزار ليزر | اپتيك‌هاي زير طول موج                                                                                               |
| فيبرهاي ويژه            | فيبرهاي ميكروساختار                                                                                                |

کاربرد های نانو فوتونیک در بعضی از این موارد را به عنوان نمونه در زیر بررسی می کنیم:

### سلول های خورشیدی
سلولهای خورشیدی معمولاً هنگامی که نور بسیار نزدیک به سطح جذب شود ، به بهترین وجه کار می کنند، به این دلیل که الکترونهای نزدیک به سطح بیشتر جمع می شوند و  اینکه می توان دستگاه را باریک تر کرد ، که این باعث کاهش هزینه می شود. محققان انواع تکنیک های نانوفوتونیک را برای تشدید نور در مکان های مطلوب درون سلول خورشیدی بررسی کرده اند.

## آينده و چالش‌هاي نانوفوتونيك
در طول سال‌های اخیر، نانوفوتونيك از توسعه مواد در نيمه‌رساناها و مفاهيم توسعه در فيزيك اتمي و خود ساماني در علوم شيمي سود برده است و اين مسئله منجر به اين شده است كه بازۀ وسيعي از مفاهيم و كاربردها زير چتر نانوفوتونيك قرار گرفته و راهي را به سوي فوتونيك مولكولي باز كرده‌اند كه چشم‌انداز فوق‌العاده‌اي را به ما مي‌نماياند.
اگر چه هنوز اپتيك و ليزر ابزارهاي مقدماتي در تجارت نانو هستند، ولي جالب است ذكر كنيم كه در حالي كه فوتونيك بيشتر شامل تجهيزات سامانه‌ها و زيرسامانه‌ها‌ است، نانوفوتونيك بيشتر به كاربردهاي فناوري‌هاي اپتيكي موجودبراي ساخت، دستكاري و تصويربرداري از اشياء در قطع‌هاي نانوئي و مولكولي مي‌پردازد.
در حقيقت يكي از كاربردهاي اصلي نانومقياس در فناوري‌هاي نوري تعيين مشخصات است، كه در كاربرد فلوئورسانس و طيف‌نمائي نوري و تكنيك‌هاي مرتبط در تحقيقات براي تعيين مشخصات بهتر با ابزاري مانند مواد نانولوله‌اي و فرآيندهاي مولكولي شاخص‌ترين موارد هستند. پيشرفت‌هاي به دست آمده در تكنيك‌هاي نوري و غير نوري منجر به تصاوير با دقت بسيار بالا از اشياء بسيار ريز مي‌باشد.